# Mario Schifano
Mario Schifano (Homs, Líbia, 20 de setembre de 1934 - Roma, Itàlia, 26 de gener de 1998) va ser un pintor italià i collagista de tradició postmoderna. Va tenir igualment una certa fama com a cineasta i músic de rock.
Les pintures que representen les Palmeres són les representacions més identificatives i precioses de Schifano.

## Biografia
Mario Schifano va néixer l'any 1934 a Homs.

És considerat com un dels més eminents artistes del postmodernisme italià. El seu treball es va exposar a l'espectacle "Nous Realistes" 1962 a la galeria Sidney Janis amb altres joves Pop art i Nou realisme, com Andy Warhol i Roy Lichtenstein. Va ser membre del grup d'artistes de la "Scuola romana" al costat de Franco Angeli i de Tano Festa. Reputat com a artista prolífic i exuberant, va tenir tanmateix problemes amb la vida de dependència de la droga. que li va valdre l'"etiqueta" de 
| « | maledetto | » |

Va tenir una relació amb Marianne Faithfull l'any 1969.
La influència del Pop art es veu en tota la producció artística de Mario Schifano, fascinat per les noves tecnologies, la publicitat, la música, la fotografia i l'experimentació. En concret, les obres més properes al pop art de l'artista són les dels anys 80, quan va crear la sèrie Le Propaganda, dedicada a la reproducció de marques publicitàries. Les pintures de les palmeres exòtiques es converteixen en una de les seves representacions més emblemàtiques.
Va morir el 26 de gener de 1998 a Roma.

## Mercat de l'art
En una subhasta de Sotheby's l'any 2022, l'obra Modern time de Schifano en esmalt sobre tela es va vendre per 2.302 milions d'euros. Les representacions de les palmeres són les més identificatives i valuoses de Schifano.

## Exposicions
- El 2009, per celebrar l'art contemporani italià, va tenir lloc a França la primera retrospectiva de Schifano, juntament amb l'exposició Salvatore Garau al Museu d'Art Modern de Saint-Etienne.[7][8]

## Filmografia
- 1964 - aller-retour (16 mm, n&B)
- 1964 - Reflex (16 mm, n&B, 8 min)
- 1966/1967 - Pittore a Milano (16 mm, n&B)
- 1967 - Serata (16 mm, C)
- 1967 - Anna Carini dans agosto vista dalle farfalle (16 mm, C)
- 1967 - Vietnam (16 mm, n&B, muet, 3 min)
- 1967 - Fabriqué aux etats-unis (16 mm, n&B, muet)
- 1967 - Silenzio (16 mm, n&B, muet)
- 1967 - Jean-Luc le Cinéma de Godard (16 mm, n&B)
- 1967 - Ferreri (16 mm, n&B, muet, 6 min)
- 1967 - Carol+Facture (16 mm, n&B, 31 min)
- 1967 - Souvenir (16 mm, n&B, 11 min)
- 1967 - le Film (16 mm, n&B, 15 min)
- 1967 - Anna (16 mm, n&B, muet, 12 min)
- 1967 - Fotografo (16 mm, n&B, muet, 3 min)
- 1967 - Schifano (16 mm, n&B, muet, 1 min)
- 1967 - Voce della foresta di plastica (16 mm)
- 1968 - Satellite (35 mm, n&B et C, 82 min)
- 1969 - Humain, non humain (35 mm i 16 mm, C, 95 min - Production Mount Street Film)
- 1969 - Trapianto, consunzione, morte di Franco Brocani (35 mm i 16 mm, C et B&W, 120 min)
- 1970 - Paesaggi (Super 8 mm, C)
- 1985 - Sigles par "La Magnifica Ossessione" (Vídeo, C, 2 min - Production RAI)
- 1994 - Absolut Vodka (Vídeo, C, 20 min - Dirigit amb Roberto Lucca Taroni)